# Вашингтонский художественный клуб
Вашингтонский художественный клуб (англ. Arts Club of Washington) — художественный клуб для поддержки и продвижения искусств в Вашингтоне, США.
Расположен в Cleveland Abbe House (Timothy Caldwell House или также Monroe-Adams-Abbe House), являющемся Национальным историческим памятником США.

## История и деятельность
Клуб был основан Бертой Нойес в мае 1916 года; его первым президентом был скульптор Генри Буш-Браун. В числе первых членов клуба были: Матильда Лайзенринг, Сьюзен Чейз, Кэтрин Кричер, Лола Миллер, Берта Перри и Мэри Райли.

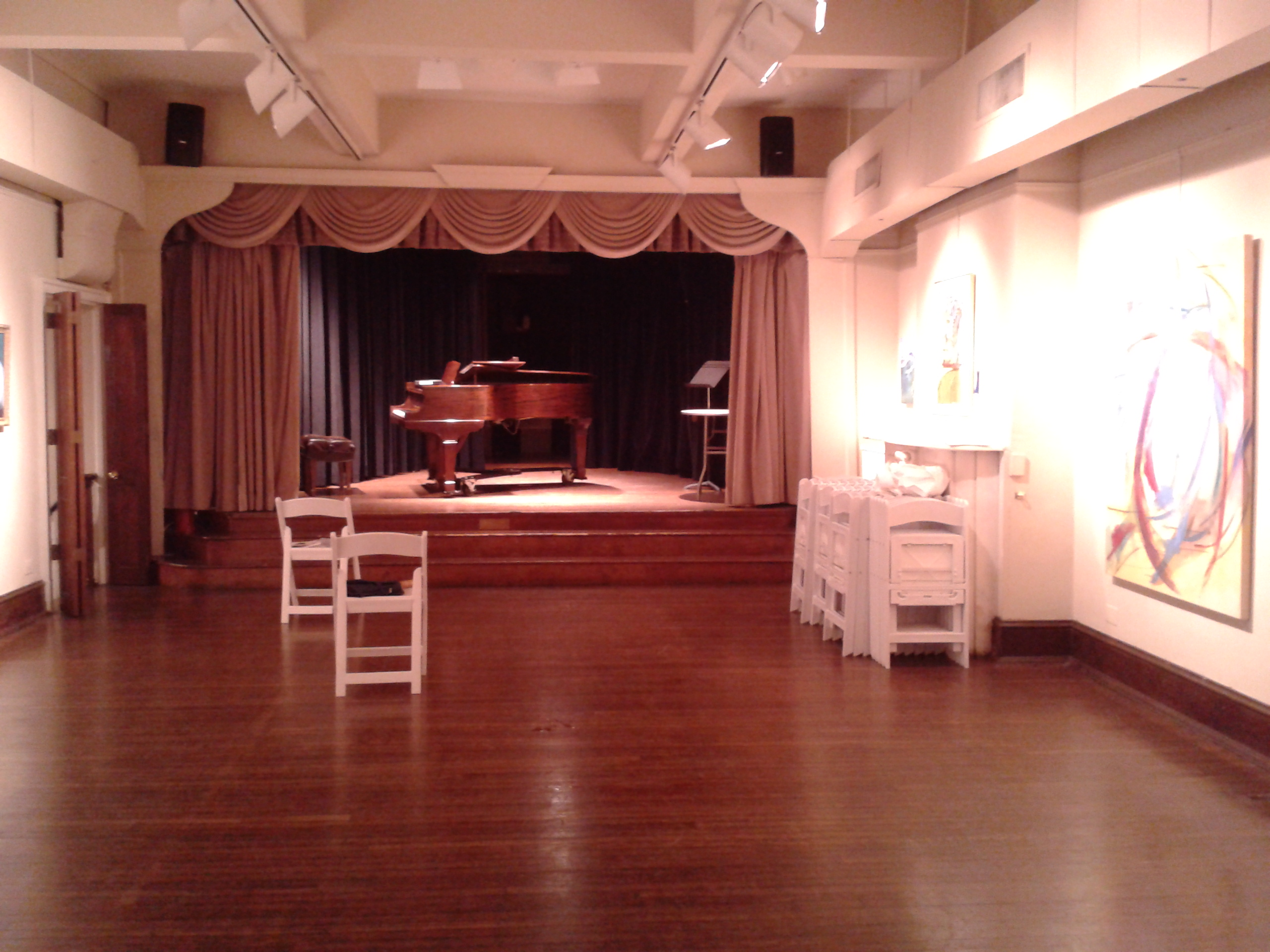
Театральный зал клуба

Клуб поддерживает визуальное, исполнительское и литературное искусство в Вашингтоне, округ Колумбия. Он проводит серию концертов в полдень. Присуждает стипендии в области искусств.
С 2006 года Вашингтонский художественный клуб присуждает премию Марфилда (Marfield Prize), также известную как Национальная премия по искусству письма за научно-популярные книги об искусстве, написанные для широкой аудитории. В числе лауреатов премии: Линда Гордон, Скотт Нельсон, Дженни Углоу и другие.